# Enciclopédia Compton
A Enciclopédia Compton é uma enciclopédia publicada em Elmhurst (Illinois) desde os anos 20. A companhia foi fundada por Chandler B. Beach e, em 1907, foi continuada por F. E. Compton. Em 1961 ela foi adquirida pela Encyclopedia Britannica Inc..
Em 1992, a Encyclopedia Britannica Inc. publicou um CD-ROM com a edição da Enciclopédia Compton. Embora inovadora, a Compton não foi a primeira enciclopédia multimídia; a Grolier tinha publicado a Academic American Encyclopedia em CD-ROM já em 1985.
Dos anos 1990 até 2001, a Enciclopédia Compton foi um produto da The Learning Company, e desde 2001, uma parte da Riverdeep.